# 村田千弥
村田 千弥（むらた ちひろ、1987年4月29日 - ）は、MC企画所属のタレントで、元・四国放送および中京テレビアナウンサー。2015年3月31日付で中京テレビを退社した直後は、セントラルジャパンに所属していた。身長は167cm。

## 来歴・人物
父はオオサンショウウオを研究する高校教師。山口県出身で、血液型はAB型、星座はおうし座。フェリス女学院大学への在学中に、『U・LA・LA@7』（TOKYO MX）で学生キャスターを務めるかたわら、テレビ朝日アスクでアナウンス技術の研鑽を積んでいた。
大学卒業後の2010年4月1日付で、アナウンサーとして、テレビ・ラジオ兼営局の四国放送へ入社。入社後は、『おはようとくしま プラス』（テレビ番組）や『バンリク』（ラジオ番組）などを担当した。『バンリク』のパーソナリティ時代には、むらたんという愛称で知られた。小中高とバスケ部。
2012年3月31日付で四国放送を退職した後に、翌4月1日から同じ日本テレビ系列局の中京テレビへ移籍。移籍初日から平日の夕方で放送を開始した『キャッチ!』に初回から2015年2月27日放送分まで出演していたほか、移籍初年度の2012年度には、第34回NNSアナウンス大賞で新人賞を受賞した。2012年6月1日から2013年3月29日までは、当時金曜日の午前中に放送されていた『ラッキーブランチ!!』のアシスタントを兼務（本来のアシスタントである本田恵美の産前産後休暇に伴う措置)。在職中の身長は167cmで、当時の同局の女性アナウンサーで最も高かった。
2014年4月23日放送分の『キャッチ!』で結婚を発表した後に、2015年3月31日付で中京テレビを退社。2015年4月1日からは、セントラルジャパンに所属しながら、同局のある中京地方を中心に活動していた。第1子の出産などを経て、2018年11月からMC企画のタレント部門に所属。活動の場を関西地方へ移している。
趣味は総合格闘技、得意技はバックチョーク。
炭酸飲料が好きだが、デートの時はゲップしたくないので、「炭酸は飲めないの」と男に嘘をついている。

## 過去の担当番組

### 四国放送への入社前
- U・LA・LA@7（TOKYO MX）学生アナウンサー、2009年10月 - 12月

### 四国放送時代
テレビ
- おはようとくしま プラス
- 5時からローカル ゴジカル! → ゴジカル!

ラジオ
- バンリク
- ちひろ×ROCK

### 中京テレビ時代
- 24時間テレビ 「愛は地球を救う」中京テレビローカルパート（ハウジングパーク港 司会）
- ラッキーブランチ!! (金曜、アシスタント) 2012年6月1日 - 2013年3月29日
- ラッキー!! (金曜) 2012年12月7日 - 2013年2月1日 (担当開始前週に卒業したSKE48・平田璃香子の後任として平田が復帰するまでの間出演していた。)
- ZIP! 中京テレビローカルパート[5]
- キャッチ! 2012年4月2日 - 2015年2月27日
  - レギュラーではエンタメ・情報キャスター、不定期で16時台の特集コーナ－を担当。

### セントラルジャパン時代
- ゴゴスマ -GO GO!Smile!-（CBCテレビ）2015年4月3日 - 2016年9月27日）
  - 「ゴゴスマピックアップ」や「主婦の私が生きる道」のリポーターを担当
- あなたの街から（ぎふチャン）

### フリーアナウンサー時代
- きらきん!（KBS京都、2019年4月5日 - 2025年3月28日）スタジオアシスタント

## エピソード
- 特技はバスケットボールやキックボクシングで、趣味は格闘技の試合観戦やスキューバダイビング。また、第3級陸上特殊無線技士や美術検定4級を取得している[6]。
- 四国放送時代に担当した『バンリク』では、エバラ健太（シンガーソングライター）をゲストに招いた際に、エバラから「ちひろっく」と呼ばれた[2]。
- 中京テレビを退社してからは、主にフリーアナウンサーとして活動しながら、ファッションモデルとしても活動。ファッションショーのモデルを務めたことや、複数のテレビドラマにエキストラで出演したこともある[6]。